# 科林斯战争
科林斯战争（公元前395年-前387年）是一场发生于古希腊伯罗奔尼撒联盟与四国联盟（底比斯、雅典、科林斯和阿尔戈斯）之间的战争。战争之初，四国得到了波斯帝国的支持。
这场战争的爆发是由于斯巴达在小亚细亚、希腊中部和北部的扩张主义而导致了这一区域的城邦对其不满。战争主要是在科林斯地区和爱琴海进行的，斯巴达人在开始阶段的陆战中获得了一系列胜利，但在后来的海战中斯巴达舰队被波斯挫败，也因此斯巴达丧失了海洋强国的地位，雅典收复了原属于自己的岛屿。
波斯人担心雅典强大带来的威胁，转而支持斯巴达，迫使联盟国和解。战争在公元前387年结束，签订了《安塔西达斯和约》。这次战争加强了斯巴达在希腊政治体系中的统治地位，并且同时也扩大了波斯帝国在希腊事务中的影响力。

## 历史記載

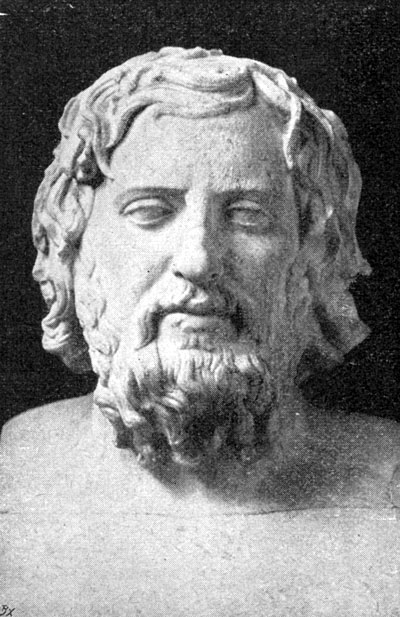
色诺芬像

关于科林斯战争的重要的文献记载是色诺芬的《希腊史》，这部书记载了从公元前411年至前362年间的希腊历史，尽管这是唯一一部与这场战争同时代的历史著作，但还是遭受到当代不少研究学者的质疑。色诺芬的《希腊史》并不是传统意义上的历史作品--诸如修昔底德所著的《历史》，而更像是回忆录。除此之外，色诺芬在其作品中的立场过于偏袒斯巴达方面，甚至其中都没有提及在希腊历史中扮演着重要角色的两个人--佩洛皮达斯和伊巴密浓达。
色诺芬曾是阿格西莱二世的好友，并且参加了其对小亚细亚的远征和科罗尼亚战役。同样赛奥彭普斯在自己的作品《希腊历史》中记录了科林斯战争的开始，和色诺芬一样，他也是站在斯巴达的立场之上。
在1904年-1905年和1934年对俄克喜林库斯的一处遗址进行发掘时，发现了一部分历史文献的残片，作者不详，其作品被命名为《俄克喜林库斯希腊史》，从他的作品中可以看出，作者是激进民主制度的反对者，但他也不是斯巴达寡头政治制度的拥护者。这位俄克喜林库斯的历史学家客观公正的记录了这次历史事件，博得了当代历史学者的好评。

## 历史背景

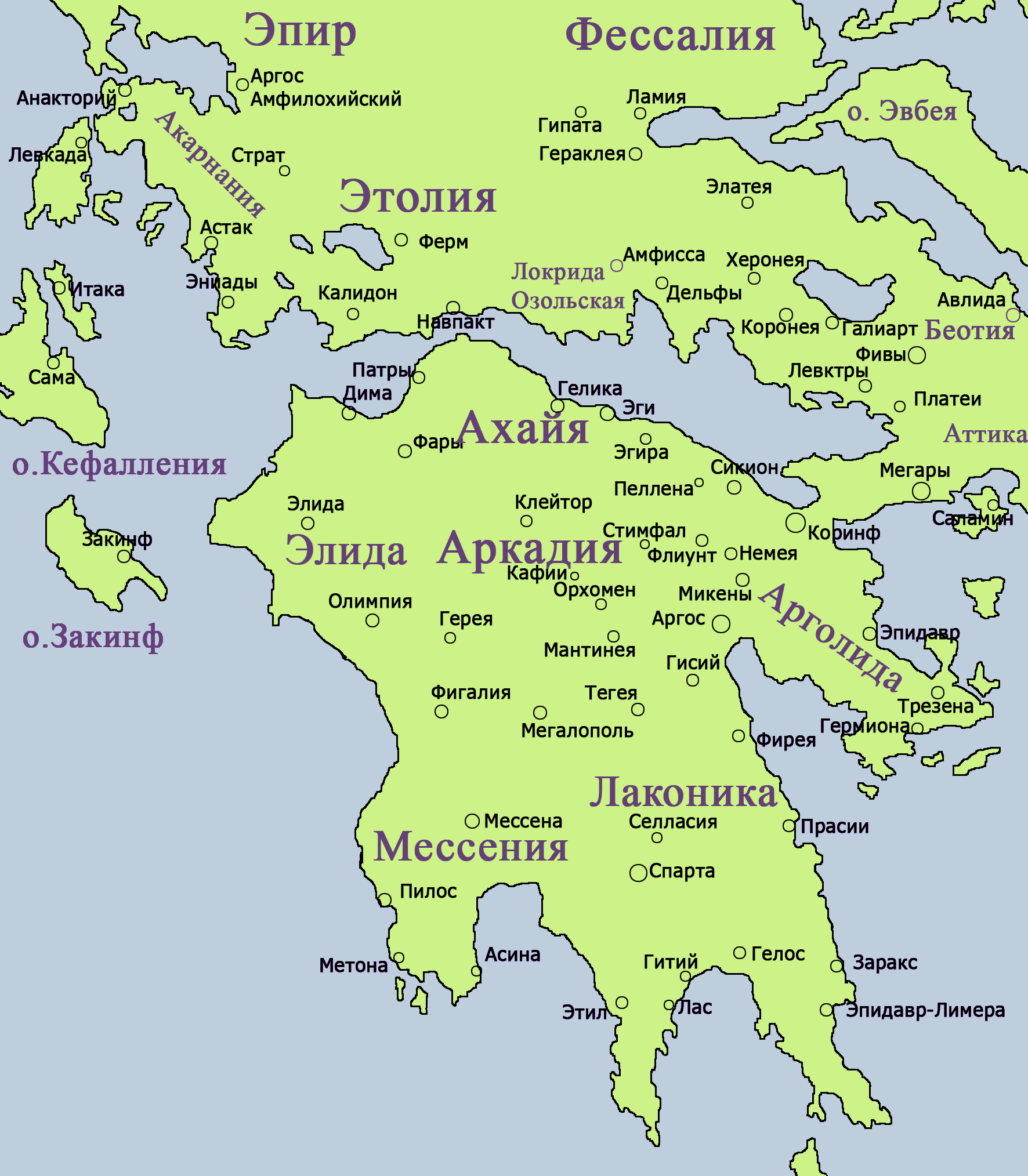
古代希腊大陆

在伯罗奔尼撒战争中，斯巴达得到了很多希腊城邦包括波斯帝国的支持，但是战后不久，斯巴达的一些同盟国和附庸国开始对其表现出不满，虽然战争在盟国间的紧密协作下最终获得胜利，但只有斯巴达从战败国那得到了赔偿和原提洛同盟的进贡， 斯巴达的盟国开始渐行渐远。公元前402年，斯巴达开始向伊利亚进军，伯罗奔尼撒联盟的成员国并不履行联盟条约，科林斯和底比斯拒绝出兵支援斯巴达。
底比斯、科林斯和雅典同样也拒绝加入斯巴达人对伊奥尼亚的远征军（公元前398年），底比斯人甚至阻碍阿格西莱二世在出征前向神献祭。虽然缺少了这些国家的支援，但是阿格西莱二世还是在吕底亚相当顺利的抵挡住了波斯人，并且占领了萨迪斯。因为拒绝支援阿格西莱二世的军队，吕底亚总督提沙费尔尼斯被处死。这个时候阿格西莱二世开始打造自己强大的舰队。
总督法那巴佐斯没有能力战胜阿格西莱二世，于是决定挑起希腊大陆的混乱迫使斯巴达撤军，他派提莫克拉塔斯带着钱前往主要的几个希腊城邦，唆使他们起来反对斯巴达，提莫克拉塔斯访问了雅典，底比斯和阿尔戈斯，并且成功说服了这些国家的强大派系去进行反斯巴达政策，底比斯人最先表明了自己对斯巴达的厌恶，并且保证最先开战。

## 註腳
1. ↑  Hornblower, "Corinthian War", 391
2. ↑  Fine, The Ancient Greeks, 556–9
3. ↑  Fine, The Ancient Greeks, 547